# Bozóky István (hadbíró)
Bozóky István (18. század – 19. század) magyar ügyvéd, költő.
Szabolcs vármegyében tevékenykedett, 1808–1814 között Nyíregyháza fiskálisa, városi ügyésze, 1809-ben katonai hadbíró (auditor) volt.

## Munkái
- A haza esedezése az ország gyűlése előtt a magyar nyelv tökéletesítésre iránt. Pozsony, 1802 (2. kiad. Vác, 1814)
- Atala, vagy a két indus szerelme a luizianai pusztákon. Chateaubriand után ford. B. I. uo. 1803
- Tavaszi virágok. Hely n., 1805. Ebben a gyűjteményben jelent meg Szemere Pál költő és akadémikus első versei közül néhány.[2]
- Nemes Szabolcs-vármegyei ezrednek örvendezése, midőn Gencsy Ferencz ur ezredes főkapitányává neveztetett kisasszony havának 10. 1809. H. nélkül. (Névtelenül. Költemény. Kazinczy Ferenc jegyezte föl a szerző nevét Horváth István példányára)